# Van Hool AI 119
Le Van Hool AI119 est une série de bus construits par Van Hool de 1973 à 1977. Il est remplacé par le Van Hool A120.

## Types

### AI119 X
Le 28 décembre 1973, la SNCV commande cette série de bus. Ils sont livrés entre le 19 mai 1975 et le 26 septembre 1975, les 27 premières unités au sein du groupe à Anvers et les 38 autres au groupe de Limbourg. Équipés d'un moteur diesel suspension pneumatique complète, six cylindres DAF DKL 1160V et une boîte de vitesses automatique Voith 506 + BR 380, ces véhicules offrent de la place pour 88 passagers (42 assis et 46 debout). 35 exemplaires de cette série sont livrés en vert SNCB.
Ces bus constituent la série SNCV 4375-4439.

### AI119X aux normes SNCB
Également commandée le 28 décembre 1973, à la société Van Hool, cette série d'autobus a été construite selon les normes de la SNCB, à savoir livrée verte et une double rangée de sièges, de sorte que le véhicule pouvait accueillir 46 passagers assis et 38 debout. Ils sont livrés entre le 2 octobre 1975 et le 7 novembre 1975, propulsés par un moteur diesel six cylindres DAF DKL 1160, couplé à une boîte de vitesses automatique Voith 506 J + BR 380.
13 exemplaires ont roulé sur les lignes du dépôt de Kessel-Lo, 4 au groupe Liège et 18 pour le groupe de Namur. Il s'agit de la série SNCV 4440-4474.

### AI119/2
En 1975, apparaît l'AI119/2. Il s'agit de la plus grande série de bus du même type commandée puisque 325 bus furent achetés. Équipé d'un six cylindres placé horizontalement Daf DKL 1160 205 HP ou 151 kW, limitée à 132 kW, couplé avec une commande électronique entièrement automatique Voith boîte de vitesses A4N21 851, avec haut-ralentisseur hydraulique. À la fin de 1980, il y avait plus ou moins 1250 autobus équipés de ce moteur en service. Le plancher avait été baissé, avec escalier derrière le poste de pilotage, de sorte que l'accès à ce véhicule se faisait en deux étapes. Le sol était recouvert de linoléum vert. Les sièges étaient revêtus de simili cuir orange. Les sièges étaient insonorisés. Ce bus disposait de 40 places assises et 39 passagers debout. Les bus commandés le 31 décembre 1974, sont tous équipés d'une direction assistée. Tous les bus sont en outre équipés d'un frein pneumatique de sécurité.
La répartition de ces bus dans les dépôts ressemblait à celle-ci :
| Groupe/dépôt   | Nombre          |
| -------------- | --------------- |
| Hainaut/Jumet  | 55 exemplaires  |
| Namur/Malonne  | 26 exemplaires  |
| Hainaut/Eugies | 26 exemplaires  |
| Anvers         | 100 exemplaires |
| Bruxelles      | 52 exemplaires  |
| Hasselt        | 66 exemplaires  |

L'aménagement intérieur est plus agréable, plus moderne et plus décoratif. Les murs et le plafond sont revêtus de plaques isolantes légères de couleur beige. Les inscriptions à bilingues et monolingues ne sont plus et sont remplacés par des icônes à l'exception des dispositifs de sécurité. Le pare-brise est remplacé par une fenêtre chauffée électriquement, ce qui empêche la formation de buée et de givre pendant la saison hivernale. La lame d'essuie-glace est munie d'un grand balai pour une grande surface d'essuyage. Tout cela lui donne un aspect de bus plus confortable et plus sûr, à la fois pour le conducteur et les passagers. Les AI119/2 forment la série SNCV 4500-4824.

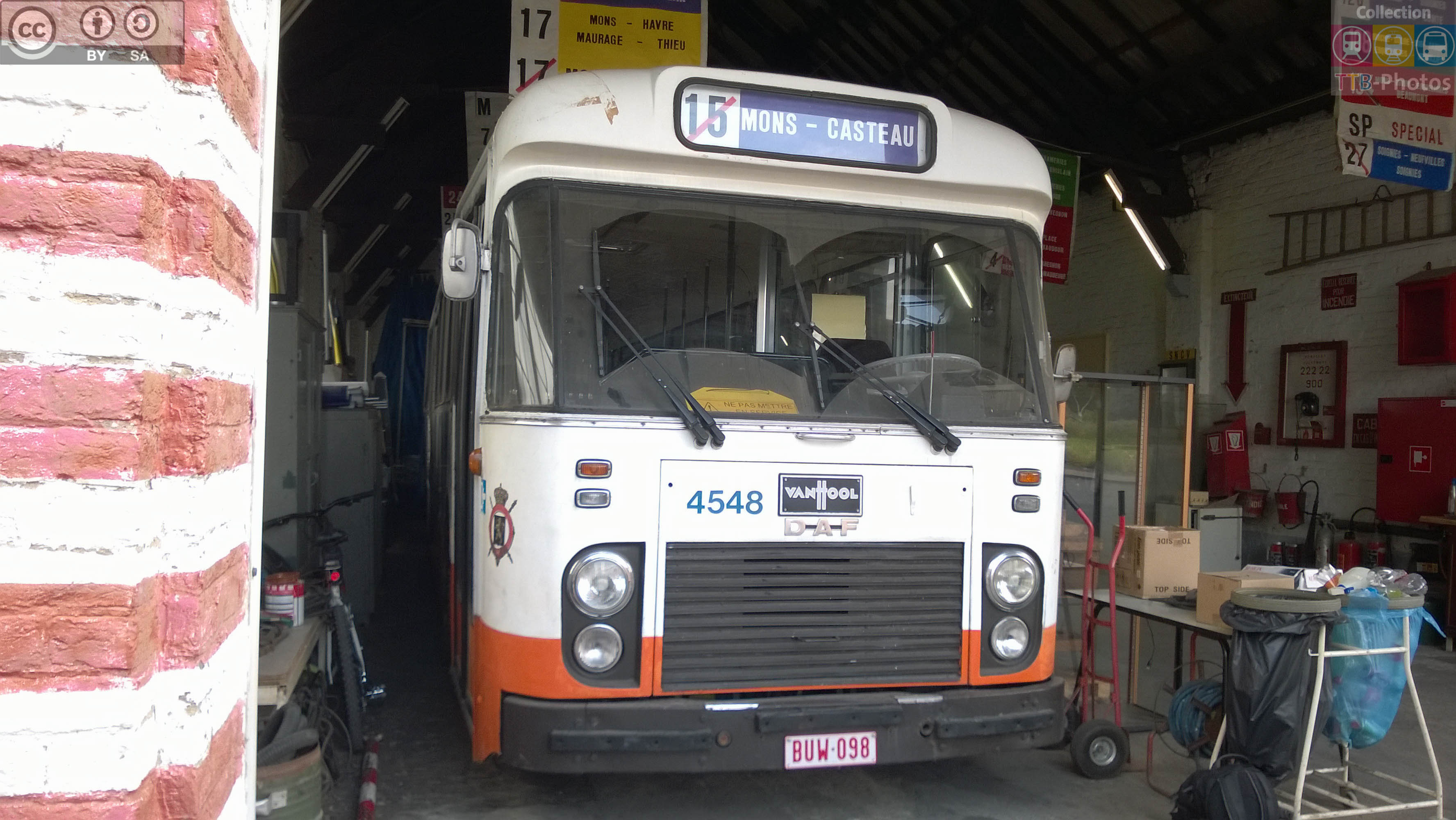
Van Hool AI119/2 revêtu de la dernière livrée SNCV

## Après 1991
Dans le cadre de la régionalisation de la Belgique, la loi du 26 juin 1990 prononce la dissolution de la SNCV dans la ligne de la loi du 8 août 1988 transférant aux Régions la tutelle des transports urbains et régionaux. De ce fait, les autobus de la SNCV sont transférés aux nouvelles sociétés des transports nouvellement créées : De Lijn en région flamande et TEC en Wallonie.

## Commercialisation
| Lieux    | Réseaux | Versions       | Série                | Quantités | Mises en service | Observations - Particularités                      |
| -------- | ------- | -------------- | -------------------- | --------- | ---------------- | -------------------------------------------------- |
| Belgique | SNCV    | AI119X AI119/2 | 4375-4474, 4500-4824 | 100 325   | 1975 1975        | Dont 35 (4440-4474) répondaient aux normes SNCB. . |